# Campeonato Bósnio de Futebol de 2023–24 – Primeira Divisão
A Primeira Divisão do Campeonato Bósnio de Futebol de 2023–24, também conhecida como Premier League BiH de 2023–24 ou Premijer Liga BiH de 2023–24, é a 24.ª temporada da Premier League da Bósnia e Herzegovina (em bósnio: Premijer Liga Bosne i Hercegovine), campeonato de clubes equivalente à primeira divisão do futebol Bósnia e Herzegovina.
12 clubes participam da temporada, que começou em 29 de julho de 2023 e tem término previsto para 26 de maio de 2024. O certame é organizado e dirigido pela Associação de Futebol da Bósnia e Herzegovina (NSBiH; em bósnio: Nogometni Savez Bosne i Hercegovine), entidade máxima do futebol da Bósnia e Herzegovina.

## Regulamento
A Primeira Divisão da Bósnia e Herzegovina de 2023–24 terá o mesmo regulamento da última temporada. Serão 12 equipes disputando o título no sistema de pontos corridos. Cada time fará 33 jogos divididos em três turnos, sendo 16/17 jogos como mandante e outros 16/17 como visitante. O campeão será a agremiação que fizer mais pontos ao fim do campeonato. Os dois últimos colocados serão rebaixados para a Segunda Divisão do Campeonato da Bósnia e Herzegovina de 2024–25.

### Vagas para outras competições
A classificação de clubes às competições da UEFA de 2024–25 (Liga dos Campeões, Liga Europa e Liga Conferência) observará as situações abaixo identificadas, considerando as vagas previstas:
1. O campeão da Premijer Liga se classifica para a primeira pré-eliminatória da Liga dos Campeões;
2. O vice-campeão e terceiro colocado garantem vagas na primeira pré-eliminatória da Liga Conferência Europa.[2][4][5]

### Critérios de desempate
Em caso de empate em pontos ganhos entre 2 (dois) ou mais clubes, o desempate, para efeito de classificação final, será efetuado observando-se os critérios abaixo:
1. Saldo de gols (exceto para o título, qualificações para competições da UEFA ou rebaixamento);
2. Gols pró (marcados) (exceto para o título, qualificações para competições da UEFA ou rebaixamento);
3. Pontos no confronto direto;
4. Saldo de gols no confronto direto;
5. Gols pró (marcados) como visitante no confronto direto (somente entre duas equipes);
6. Gols pró (marcados) no confronto direto;
7. Jogo de desempate.[4][5]

## Classificação
| Pos | Equipe           | Pts | J  | V  | E | D  | GP | GC | SG  | Classificação ou descenso                            |
| --- | ---------------- | --- | -- | -- | - | -- | -- | -- | --- | ---------------------------------------------------- |
| 1   | Borac Banja Luka | 58  | 24 | 18 | 4 | 2  | 48 | 15 | +33 | Primeira pré-eliminatória da Liga dos Campeões       |
| 2   | Zrinjski Mostar  | 49  | 24 | 15 | 4 | 5  | 49 | 22 | +27 | Primeira pré-eliminatória da Liga Conferência Europa |
| 3   | Velež Mostar     | 42  | 24 | 11 | 9 | 4  | 34 | 18 | +16 | Primeira pré-eliminatória da Liga Conferência Europa |
| 4   | Sloga Meridian   | 38  | 24 | 12 | 2 | 10 | 31 | 36 | −5  |                                                      |
| 5   | Sarajevo         | 37  | 24 | 12 | 4 | 8  | 41 | 27 | +14 |                                                      |
| 6   | Posušje          | 36  | 24 | 10 | 6 | 8  | 27 | 21 | +6  |                                                      |
| 7   | Široki Brijeg    | 31  | 24 | 9  | 4 | 11 | 24 | 28 | −4  |                                                      |
| 8   | Igman Konjic     | 26  | 24 | 8  | 2 | 14 | 28 | 48 | −20 |                                                      |
| 9   | GOŠK Gabela      | 24  | 24 | 6  | 6 | 12 | 26 | 48 | −22 |                                                      |
| 10  | Tuzla City       | 23  | 24 | 6  | 5 | 13 | 35 | 44 | −9  |                                                      |
| 11  | Željezničar      | 23  | 24 | 7  | 2 | 15 | 20 | 33 | −13 | Rebaixados para a segunda divisão                    |
| 12  | Zvijezda 09      | 17  | 24 | 5  | 2 | 17 | 25 | 48 | −23 | Rebaixados para a segunda divisão                    |

1. ↑  Sarajevo teve 3 pontos deduzidos por ter seus jogadores deixando o campo em protesto contra múltiplas decisões de arbitragem durante um jogo da Copa da Bósnia contra o Borac.[6] A decisão está sujeita a recurso por parte de Sarajevo.[7]